# Андалальский диалект
Андалальский диалект — один из шести диалектов южного наречия аварского языка. В состав андалальского диалекта входят 10 говоров распространенных в Гунибском и Гергебильском районах. По числу носителей (андалальцев) и по количеству говоров является наиболее крупным среди диалектов аварского языка.

## Распространение и говоры
Носители андалальского диалекта проживают в 33 сёлах  Гунибского и Гергебильского районов.
Диалект включает в себя следующие говоры:
1. Чохский говор - Чох, Чох-Коммуна;
2. Сугратлинский говор - Согратль, Наказух, Щитлиб;
3. Ругжинский говор - Ругуджа, Ункита, Мучула, Хопор, Ботлониб, Саала, Хабада, Букадиб, Камиб;
4. Салтинский (или Кудалинский) говор - Салта, Кудали, Дарада-Мурада, Хвартикуни, Маъали, Аркас, Манасаул;
5. Бухтинский говор - Бухтиб, Шангода;
6. Кегерский говор - Кегер;
7. Куядинский говор - Агада, Урала, Мурала, Балануб;
8. Хоточ-Хиндахский говор - Хоточ, Хиндах;
9. Обохский говор - Обох;
10. Гамсутлинский говор - Гамсутль[2]

## Название
В Гунибский район до революции входил в Гунибский округ под названием  Андалальского участка.  Название происходит от андалальского общества (гIандалазул бо). 

## Фонетика
Фонетика андалальских говоров считается более простым по сравнении литературным языком (следовательно и северным наречием). В нем отсутствуют ряд согласных фонем. 
В андалалских говорах отсутствуют фонемы лI во всех 10 говорах, а также некоторые согласные звуки: 
| Таблица согласных фонем, отсутствующих в андалальских говорах | Таблица согласных фонем, отсутствующих в андалальских говорах | Таблица согласных фонем, отсутствующих в андалальских говорах | Таблица согласных фонем, отсутствующих в андалальских говорах | Таблица согласных фонем, отсутствующих в андалальских говорах | Таблица согласных фонем, отсутствующих в андалальских говорах | Таблица согласных фонем, отсутствующих в андалальских говорах |
| название говора                                               | Латеральная аффриката                                         | Краткий латеральный                                           | Увулярная аффриката                                           | Переднеязычная долгая свистящая смычно- гортанная аффриката   | Переднеязычная долгая шипящая смычно- гортанная аффриката     | Заднеязычный долгий смычно- гортанный                         |
| ------------------------------------------------------------- | ------------------------------------------------------------- | ------------------------------------------------------------- | ------------------------------------------------------------- | ------------------------------------------------------------- | ------------------------------------------------------------- | ------------------------------------------------------------- |
| Бухтинский говор                                              | лI                                                            | лъ                                                            | —                                                             | —                                                             | —                                                             | —                                                             |
| Салтинский говор                                              | лI                                                            | лъ                                                            | —                                                             | —                                                             | —                                                             | —                                                             |
| Обохский говор                                                | лI                                                            | —                                                             | хъ                                                            | —                                                             | —                                                             | —                                                             |
| Сугратлинский говор                                           | лI                                                            | —                                                             | хъ                                                            | —                                                             | —                                                             | —                                                             |
| Гамсутлинский говор                                           | лI                                                            | лъ                                                            | хъ                                                            | —                                                             | —                                                             | —                                                             |
| Кегерский говор                                               | лI                                                            | лъ                                                            | хъ                                                            | —                                                             | —                                                             | —                                                             |
| Чохский говор                                                 | лI                                                            | лъ                                                            | хъ                                                            | —                                                             | —                                                             | —                                                             |
| Ругжинский говор                                              | лI                                                            | лъ                                                            | хъ                                                            | —                                                             | —                                                             | —                                                             |
| Хоточ-Хиндахский говор                                        | лI                                                            | лъ                                                            | хъ                                                            | цIцI                                                          | чIчI                                                          | кIкI                                                          |
| Куядинский говор                                              | лI                                                            | лъ                                                            | хъ                                                            | цIцI                                                          | чIчI                                                          | кIкI                                                          |

Характерная особенность андалальского диалекта выражается в своеобразии использования гласных фонем в отличие от аварского литературного языка. Наблюдаются следующие соответствия: 
| фонемы | андал.  | литер.  | русский |
| ------ | ------- | ------- | ------- |
| е:и    | ценги   | цинги   | потом   |
|        | гIен    | гIен    | ухо     |
| е:а    | эмехI   | тIамах  | лист    |
|        | херще   | хъарщи  | доска   |
| о:у    | рокъ    | рукъ    | комната |
| у:е    | гьудин  | гьедин  | так     |
| у:а    | губур   | габур   | шея     |
|        | гьубуде | гьабизе | делать  |
| у:о    | гухI    | гохI    | гора    |
| и:а    | рижи    | ражи    | чеснок  |

## Глагол
Форма долженствовательного наклонения является одной из основных отличительных черт андалальских говоров. Кроме куядинского и гамсутлинского говоров во всех остальных формативом этого наклонения является -де, вместо -зе из литературного. 
| Таблица форм настоящего времени в андалальских говорах | Таблица форм настоящего времени в андалальских говорах | Таблица форм настоящего времени в андалальских говорах | Таблица форм настоящего времени в андалальских говорах | Таблица форм настоящего времени в андалальских говорах | Таблица форм настоящего времени в андалальских говорах | Таблица форм настоящего времени в андалальских говорах | Таблица форм настоящего времени в андалальских говорах | Таблица форм настоящего времени в андалальских говорах | Таблица форм настоящего времени в андалальских говорах | Таблица форм настоящего времени в андалальских говорах | Таблица форм настоящего времени в андалальских говорах |
| Значение глагола                                       | Литературный язык                                      | Бухтинский говор                                       | Обохский говор                                         | Сугратлинский говор                                    | Гамсутлинский говор                                    | Чохский говор                                          | Хоточ-Хиндахский говор                                 | Кегерский говор                                        | Ругжинский говор                                       | Куядинский говор                                       | Салтинский говор                                       |
| ------------------------------------------------------ | ------------------------------------------------------ | ------------------------------------------------------ | ------------------------------------------------------ | ------------------------------------------------------ | ------------------------------------------------------ | ------------------------------------------------------ | ------------------------------------------------------ | ------------------------------------------------------ | ------------------------------------------------------ | ------------------------------------------------------ | ------------------------------------------------------ |
| «зовет»                                                | а́хI-ула                                                | ахI-и́не                                                | ахI-е́на                                                | а́хI-дала                                               | а́хI-дала                                               | а́хI-ама                                                | ахI-и́на                                                | ахI-и́н'а                                               | ахI-и́на                                                | а́хI-ола                                                | ахI-и́н'а                                               |
| «ведет»                                                | ба́ч-уна                                                | бач-и́не                                                | бач-е́на                                                | ба́ч-дала                                               | ба́ч-дала                                               | ба́ч-ама                                                | бач-и́на                                                | бач-и́н'а                                               | бач-и́на                                                | ба́ч-она                                                | бач-и́н'а                                               |
| «находится»                                            | ба́т-ула                                                | бат-и́не                                                | бат-е́на                                                | ба́т-дала                                               | ба́т-дала                                               | ба́т-ама                                                | бат-и́на                                                | бат-и́н'а                                               | бат-и́на                                                | ба́т-ола                                                | бат-и́н'а                                               |
| «не зовет»                                             | ахI-у́ларо                                              | ахI-ин'аро                                             | ахI-ена́ро                                              | ахI-ана́ро                                              | ахI-ана́ро                                              | ахI-ама́ро                                              | ахI-ин'а́ро                                             | ахI-и́н'аро                                             | ахI-и́наро                                              | ахI-о́лара                                              | ахI-и́н'аро                                             |
| «останавливается»                                      | чIчI-о́ла                                               | чIчI-е́нн'е                                             | чIчI-е́на                                               | чIчI-о́дала                                             | чIчI-о́дала                                             | чIчI-а́мма                                              | чIчI-е́на                                               | чIчI-и́н'а                                              | чIчI-е́йа                                               | чIчI-о́йла                                              | чIчI-е́н'а                                              |
| «не останавливается»                                   | чIчI-ола́ро                                             | чIчI-инн'аро                                           | чIчI-ена́ро                                             | чIчI-ана́ро                                             | чIчI-ана́ро                                             | чIчI-амма́ро                                            | чIчI-ин'а́ро                                            | чIчI-ин'аро                                            | чIчI-ийа́ро                                             | чIчI-о́йла́ро                                            | чIчI-ин'а́ро                                            |
| «случается»                                            | кк-о́ла                                                 | кк-е́нн'е                                               | кк-е́на                                                 | кк-о́дала                                               | кк-о́дала                                               | кк-а́мма                                                | кк-е́на                                                 | кк-и́н'а                                                | кк-е́йа                                                 | кк-о́йла                                                | кк-е́н'а                                                |
| «не случается»                                         | кк-ола́ро                                               | кк-инн'аро                                             | кк-ена́ро                                               | кк-ана́ро                                               | кк-ана́ро                                               | кк-амма́ро                                              | кк-ин'а́ро                                              | кк-ин'аро                                              | кк-ийа́ро                                               | кк-ойла́ро                                              | кк-ин'а́ро                                              |
| «берет»                                                | бо́с-ула                                                | бус-и́не                                                | бус-е́на                                                | бо́с-дала                                               | бо́с-дала                                               | бо́с-ама                                                | бус-и́на                                                | бус-и́н'а                                               | бус-и́на                                                | бус-о́на                                                | бус-ин'а́                                               |
| «не берет»                                             | бо́с-уларо                                              | бус-ин'аро                                             | бус-ена́ро                                              | бус-ана́ро                                              | бус-ана́ро                                              | бос-ама́ро                                              | бус-ин'а́ро                                             | бус-ин'аро                                             | бус-и́наро                                              | бус-онаро                                              | бус-ин'а́ро                                             |
| «говорит»                                              | кIалъ-а́ла                                              | кIалгь-а́не                                             | кIалгь-е́на                                             | кIалъ-а́дала                                            | кIалъ-а́дала                                            | кIалгь-а́ма                                             | кIалгь-а́на                                             | кIалгь-а́н'а                                            | кIалгь-а́йа                                             | кIалгь-а́йла                                            | кIалгь-а́н'а                                            |
| «не говорит»                                           | кIалъ-а́ларо                                            | кIалгь-ан'аро                                          | кIалгь-ена́ро                                           | кIалъ-ана́ро                                            | кIалъ-ана́ро                                            | кIалгь-ама́ро                                           | кIалгь-ан'а́ро                                          | кIалгь-ан'аро                                          | кIалгь-а́йаро                                           | кIалгь-а́йларо                                          | кIалгь-а́н'аро                                          |

## Лексика
В андалальских говорах есть общие слова которые присутствуют также и в других диалектах южного наречия, но отсутствуют в литературном языке:
| литерат.         | андалал.            | русский         |
| ---------------- | ------------------- | --------------- |
| азбар            | 'окъо               | двор            |
| аскIоб, хьолбохъ | цох, гъуниб         | рядом           |
| аххада           | гъвекъа кIалла      | внизу           |
| ахIмакъ, гIабдал | гIантав, абдал      | глупый          |
| пурсук           | паччру, баччру      | барсук          |
| багIаргьоло      | ххалагьоло          | фасоль          |
| балкан           | бал'араб жо         | падаль          |
| бахчизе          | бикъун теде         | спрятать        |
| бацIизе          | ахIде               | погнать         |
| бачIине          | бегьде              | прийти          |
| бегьизе          | кьеде               | подать          |
| бекI             | тIе, махх, пара     | пуговица        |
| бер гIезе        | бер баде, бе́ртIизе  | сглазить        |
| бертин, ригьин   | бахIарал            | свадьба         |
| бехъерхъизе      | хабахде             | тащить          |
| бецизе           | хваде               | косить          |
| беццаруз         | къадбецц            | сова            |
| бигине           | махIцде             | тухнуть         |
| бигьагьабун      | кочIчIонго          | потихоньку      |
| билизе           | хIведе              | потерятся       |
| бичIазе          | бучIде              | вянуть          |
| богIоло          | хIабучи             | бука            |
| борчине          | бухьде              | прицепить       |
| бохх             | бохх                | ляжка           |
| бохьине          | ици чIваде          | штукатурить     |
| бурутI           | ччун, буллур, бехцо | козленок        |
| бурутI куй       | хIоржо              | годовалый баран |
| бухизе           | чухIде              | бить            |

В места распространения андалальского диалекта могли проникнуть слова и термины соматической группы из близкородственных диалектов южного наречия аварского языка, равно как и через аварский литературный язык. 